# Purwoagung
Purwoagung is een bestuurslaag in het regentschap Banyuwangi van de provincie Oost-Java, Indonesië. Purwoagung telt 3823 inwoners (volkstelling 2010).